# Monica Iagăr
Monica Dinescu-Iagăr (Sighetu Marmației, 2 aprile 1973) è un'ex altista rumena.

## Palmarès

### Europei
- 1 medaglia:
  - 1 oro (Budapest 1998 nel salto in alto)

### Europei indoor
- 1 medaglia:
  - 1 oro (Valencia 1998 nel salto in alto)

### Universiadi
- 1 medaglia:
  - 1 oro (Palma di Maiorca 1999 nel salto in alto)